# Jeugdliteratuur

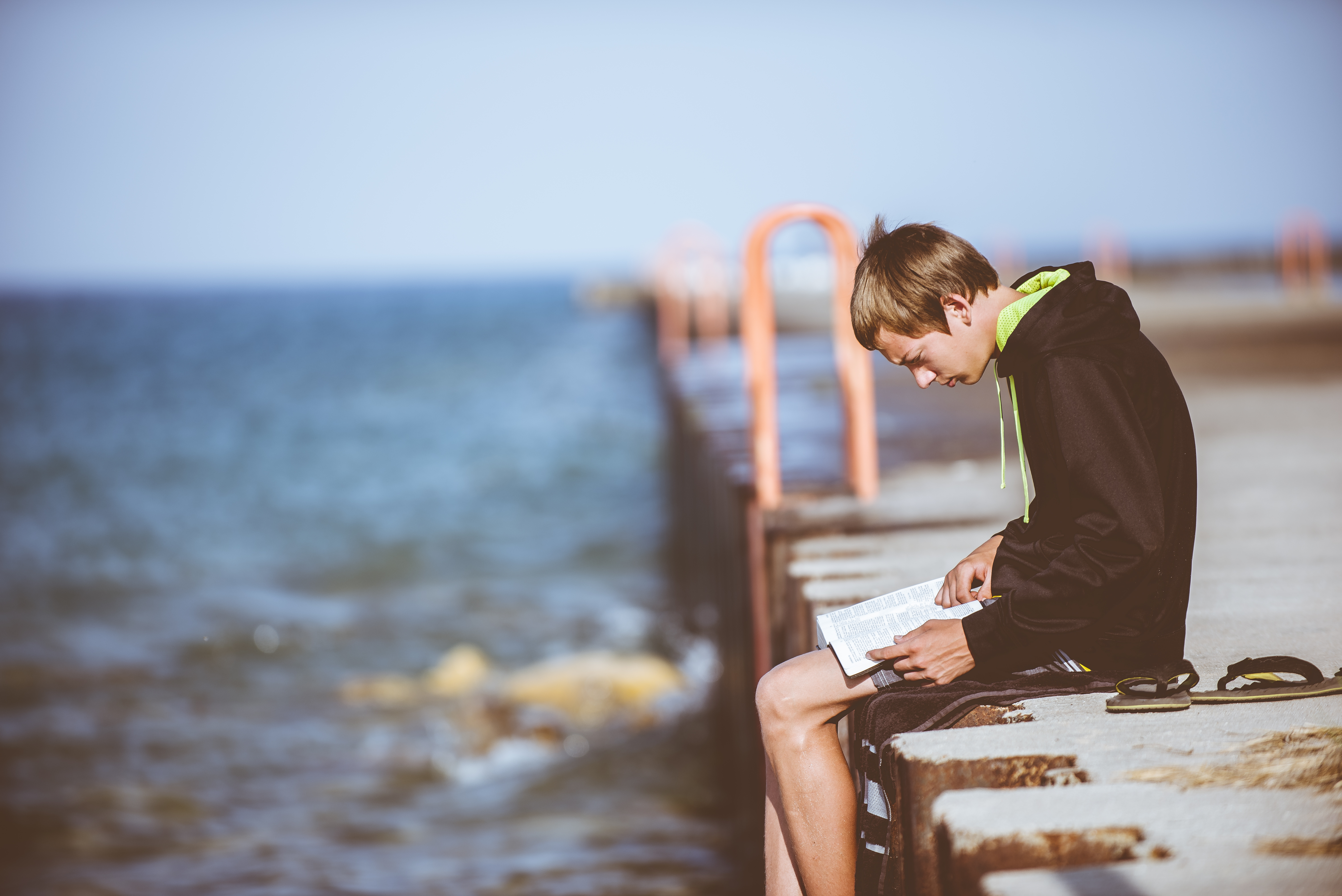
Kind leest boek

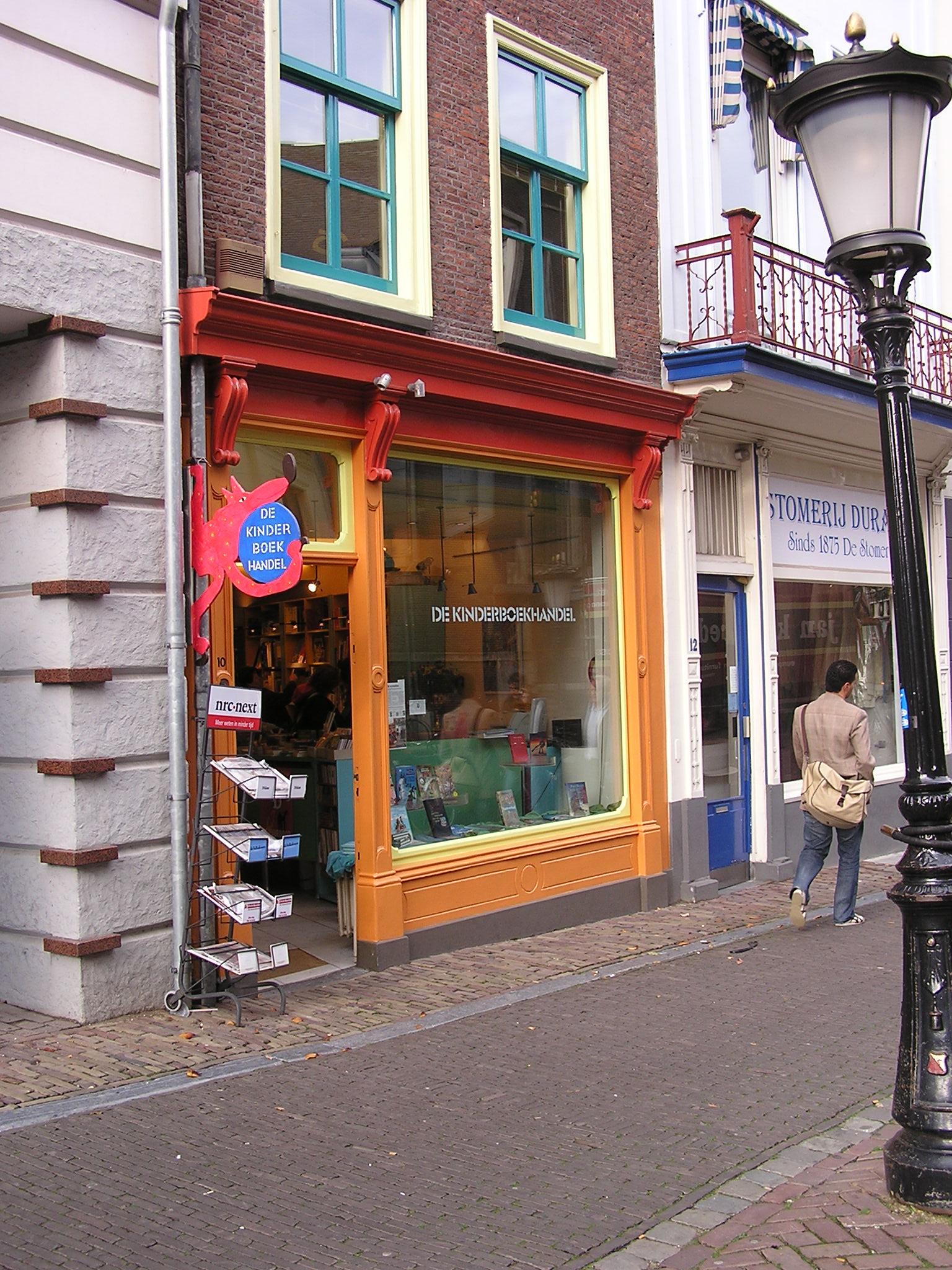
Kinderboekhandel te Utrecht

Jeugdliteratuur, ook wel kinder- en jeugdliteratuur, is literatuur die kinderen (tot twaalf jaar) en jongeren (tot achttien) aanspreekt en meestal speciaal voor hen is geschreven. De onderwerpen focussen op hun wereld en klinken in hun taal. Tussen de jeugdliteratuur en de volwassenenliteratuur zit een overgang: de adolescentenliteratuur, voor jongeren vanaf ongeveer 18. Deze adolescentenliteratuur wordt tegenwoordig ook wel aangeduid als young adult. Het belang van de jeugdliteratuur blijkt uit de prijzen als de Zilveren en de Gouden Griffel, het Centraal Bestand Kinderboeken en de catalogus van de Nederlandse kinderboekencollecties. Boeken voor jongeren zijn vaak vanuit een ontdekkende of een morele sfeer geschreven: de schrijver hoopt dat men een 'goed' mens zal worden. Veel voorkomende thema's zijn 'opkomen voor je mening', 'de democratie' en 'men moet zijn geschiedenis kennen' zoals bij Jan Terlouw, Thea Beckman.

## Classificatie

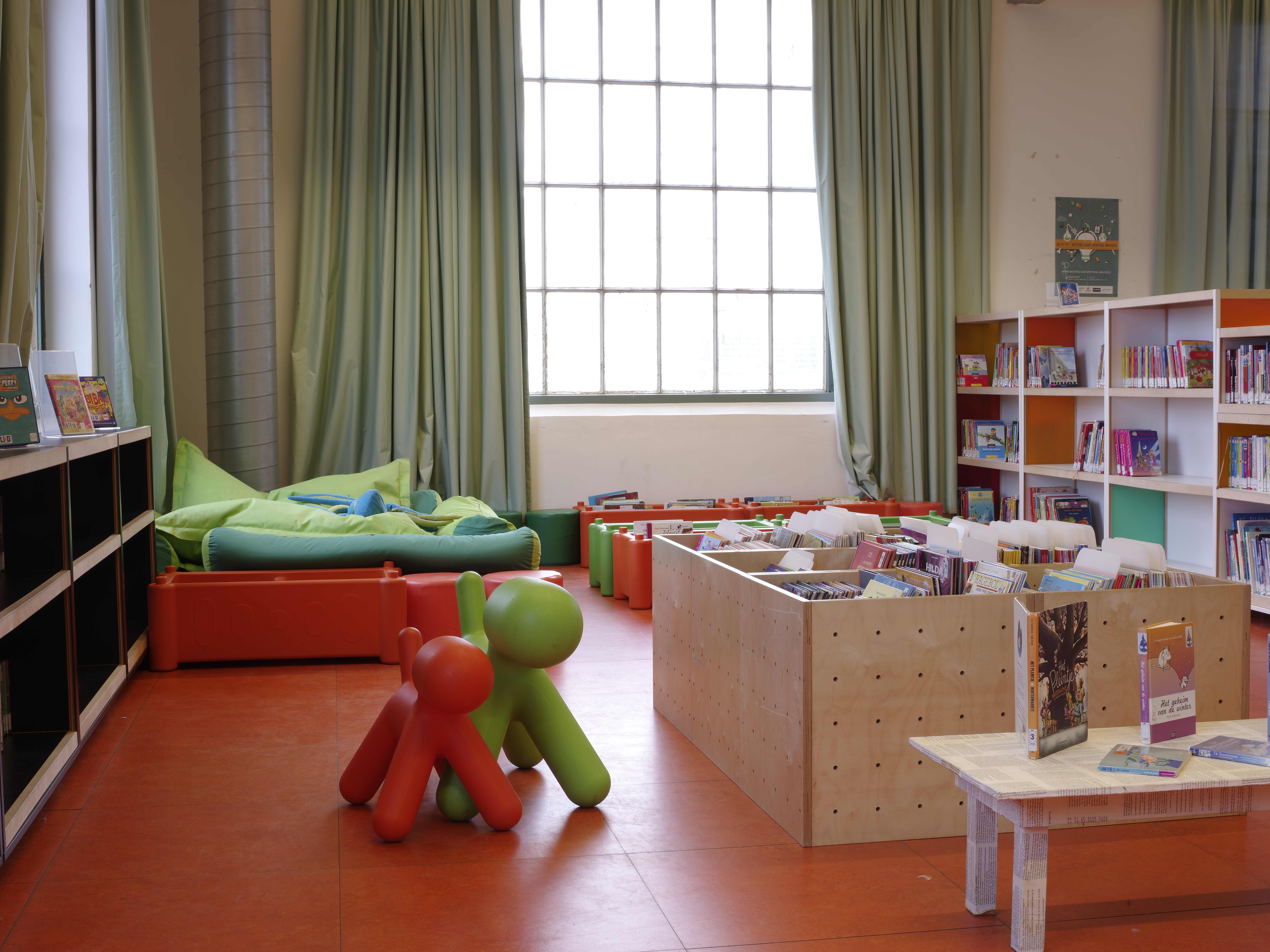
Jeugdliteratuur in BLI:B, openbare bibliotheek Vorst

Kinder- en jeugdliteratuur worden vaak samen vermeld, hoewel de leeftijdsgroep grote psychologische en taalverschillen kent. Het onderscheid tussen kinder- en jeugdliteratuur, tussen adolescenten en jongvolwassenen is kunstmatig en evolueert met de tijd. Schrijvers als Anne Provoost, Ed Franck en Bart Moeyaert schrijven vaak in alle categorieën. Hun emotionele inleving verwijst naar de kindertijd, de jeugdfase en de volwassen periode.

## Historie
De oudste Nederlandse kinderboeken heten 'hanenboekjes'. Deze waren bedoeld om te leren lezen. Er stonden alfabetten in, verschillende letters en gebeden. De boekjes begonnen met een plaatje van een haan, om kinderen aan te sporen vroeg op te staan en naar school te gaan. Het oudste kinderboek dat de Koninklijke Bibliotheek in Den Haag bezit, stamt uit 1521.
Een van de eerste schrijvers die zich op kinderen richtte, was de 17e-eeuwse Londense predikant James Janeway. De eerste Nederlandse schrijver die speciaal voor kinderen schreef, was Hieronymus van Alphen. Zijn vers De pruimeboom uit 1778, met de beginregels 'Jantje zag eens pruimen hangen, O! als eieren zo groot', was opvoedend. In 1856 verscheen De nieuwe rijschool, het eerste Nederlandse beweegbare prentenboek voor kinderen. In de twintigste eeuw kwamen er ineens boeken over 'stoute kinderen': Dik Trom, Pietje Bell, Kruimeltje en Pippi Langkous. Met de komst van Bruintje Beer (Daily Express, 1920; Algemeen Dagblad, 1929) kwam de merchandising binnen de kinderboekenwereld op gang. Omvangrijke (historische) collecties kinderboeken bevinden zich in de Koninklijke Bibliotheek in Den Haag en in de bibliotheek van de Universiteit van Amsterdam. In het Groningse Winsum staat het Kinderboekenmuseum van Toos Zuurveen, de auteur van Van Zedenleer tot Bruintje Beer.

## Per leeftijd
In Das Märchen und die Fantasie des Kindes verbond Charlotte Bühler (1893-1974) de leeftijd met verschillende leesfasen. Tegenwoordig houdt men meer rekening met de emotionele ontwikkeling van het kind. Het zijn de ouders die hun kind volgen en weten welk niveau het heeft. Toch houdt het onderwijswezen nog rekening met ontwikkelingskenmerken gerelateerd aan leeftijdsfasen. Hiervoor is een AVI-indeling ontwikkeld. Ook schrijvers en uitgeverijen spitsen zich bij hun doelgroepen toe op leeftijden.

### Baby's
Voor baby's zijn er bakerrijmpjes waarbij ritme, klank, rijm, woord en beweging centraal staan. Deze rijmpjes zijn de voortzetting van de schommelwieg. Ze stimuleren de ontwikkeling en het gevoel voor taal. Het ritme en de warmte van de stem van moeder en/of vader zijn het belangrijkst. Miep Diekmann met Wiele wiele stap (vanaf twee jaar), Geert De Kockeres Een fruitje van zilver en Annie M.G. Schmidts Ik ben lekker stout (voor oudere peuters) zijn voorbeelden.

### Boxpeuters
Vanaf zes maanden verkent de baby met hand en tand de wereld, en dus ook de boekjes die hij vastgrijpt. De baby leert hand- en vingerbewegingen. De boxpeuter leert bewegen en kijkt met grote ogen rond, houdt van boekjes met stevige kaft en stevig karton. Voor deze leeftijdsgroep zijn er speciale badboekjes. Dit zijn boekjes van plastic die nat mogen worden. Namen die op deze boekjes voorkomen zijn onder meer die van Jet Boeke, Lieve Baeten en Boekblok. In het verleden waren er voor boxpeuters vooral boekjes van Helen Oxenbury en Dick Bruna. Deze laatste werd al eens bekritiseerd omdat zijn prenten niet realistisch genoeg waren. De figuren in de prentenboeken moeten kinderen aankijken. De voorlezers kennen het verhaal van buiten en lezen voor, terwijl het kind de prenten (met niet al te drukke hoofdkleuren) leest. Belangrijk is dat het boek afgeronde hoeken heeft, zodat het kind zich niet kan bezeren wanneer het zijn handen en tanden in het boek zet.

### Peuters
De peuter van twee tot drie jaar leert zaken herkennen, wat later zal leiden tot taal, de beginnende geletterdheid. Met eenvoudige, herkenbare tekeningen en kleuren (Bruna, Oxenbury en dergelijke), met rijmpjes en versjes en met herkenbare situaties spelen eenvoudige boekjes hierop in zoals in GodeLiva Uleners' en Gerda Dendoovens Kielekoelevoelen. Voor de peuter zijn er alledaagse verhaaltjes, stapelverhaaltjes en zoekspelletjes: de prentenboeken van Dribbel van Eric Hill en Dikkie Dik van Jet Boeke. Stapelverhaaltjes beginnen en eindigen met hetzelfde zinnetje en variëren daarop zoals in Geert De Kockeres Houd de dief. Voor de peuter zijn de hoofdthema's vaak emotionele slingers: 'avontuur en veilig thuiskomen', 'gevaar en geborgenheid' en 'stout versus zoet'.

### Kleuters
In deze leeftijdscategorie gebeurt er veel. De verbeeldingskracht en de beleving is groter dan de leefwereld. De kleuter leest gedetailleerde prenten met een verhaal dat daardoorheen verweven is. De kleuter associeert en interpreteert. Zijn taal en woordenschat verrijken. Woord- en klankspelletjes zijn een uitdaging. Het verwoorden van emoties als angst en verlies neemt een belangrijke plaats in. Op deze leeftijd is het soort prentenboek afhankelijk van de ontwikkeling van de kleuter en dit kan niet opgedrongen worden. Voorlezen is belangrijk. Sprookjes zijn een mogelijkheid om het kind te laten loskomen van zichzelf en de fantasie te stimuleren. Sommige kleuterliteratuur richt zich op magisch denken, humor en griezelen. Bekende auteurs en illustrators van prentenboeken voor kleuters zijn Carll Cneut en Leo Timmers.

### Eerste lezers
De boekjes voor eerste lezers zijn geïllustreerd met eenlettergrepige woorden en korte hoofdstukjes. Tussen zes en zeven beginnen de meeste kinderen te lezen. Voorwaarden om te starten zijn:
- inzicht in structuren
- klank- en schriftbeeld koppelen
- concentratie
- taalvaardigheid
- wat ervaring met boeken

### Verkenningsleeftijd
Van acht tot twaalf jaar verkeert het kind in de zogenaamde Robinsonalter, waarbij het interesse krijgt voor de omgeving, de mensen en de literatuur. Het is de ontdekkingsleeftijd waarbij het kind realisme zoekt. De leerfase breekt aan, er komt een verschil in de voorkeur en leesvaardigheid. Het kind krijgt interesse voor historische, fantasie- en avonturenverhalen. Ook de escapistische en de triviaalliteratuur komt in trek. De breuk tussen de tweede en derde graad van het lager onderwijs mag niet onderschat worden. Voor het dertiende jaar bevinden kinderen zich in de voor-esthetische periode, waarbij ze nog geen literaire reflectie hebben. Ze kunnen mooie beelden opslaan, maar pas na hun dertiende zullen ze die zelf ontdekken en aanvoelen. Titels in deze categorie (tot twaalf, maar minder voor probleemlezers) zijn De Vindeling van Wammerswald (Stefan Boonen), Het verkeerde been (Ann Pilling), Sterre en Joe (Martha Heesen), De huid van de beer (Sylvia Vanden Heede) en Het geheim van te veel torens (Mark Tijsmans).

### Jeugd
Deze literatuur gaat van twaalf tot achttien jaar. Een van de genres is de historische jeugdroman, geschreven door onder anderen Simone van der Vlugt. Andere bekende schrijvers die boeken hebben geschreven voor oudere kinderen zijn Jan Terlouw, Anke de Vries, Carry Slee, Edward van de Vendel, Thea Beckman, Dirk Bracke en Anne Provoost. Boeken voor jongeren gaan veelal uit van weinig voorkennis en zijn daarom voor volwassenen met weinig kennis van het onderwerp ook makkelijk te lezen. De hoofdpersoon in jeugdliteratuur is veelal een jongere, aangezien dit makkelijker in te leven is voor de lezer. Veel mensen van deze leeftijd lezen ook boeken die voor volwassenen zijn bedoeld. Dit wordt gestimuleerd vanuit school, door middel van de literatuurlijst (lijst van boeken die men moet lezen voor het eindexamen). Zo leest men in de vrije tijd kinderliteratuur en voor school 'gewone' literatuur.

### Adolescenten
Tussen jeugdliteratuur en volwassenenliteratuur bevindt zich de categorie adolescentenliteratuur (ook wel Young Adult), voor jongeren van ongeveer 15-20 Adolescentenromans, zoals The Catcher in the Rye, gaan vaak over het thema van 'de groei naar volwassenheid en de zoektocht naar de eigen identiteit'. Dit genre komt van oorsprong voort uit dat van de schelmenromans en robinsonades, de Bildungsromans en de initiatieromans.